# Camping World Watkins Glen Grand Prix 2007
Camping World Watkins Glen Grand Prix 2007 var den tionde deltävlingen i IndyCar Series 2007. Racet kördes den 8 juli på Watkins Glen International. Scott Dixon räddade i stort sett sina möjligheter att över huvud taget komma ikapp Dario Franchitti, genom att ta sin första seger för säsongen. Dixon hade vunnit på banan även 2005 och 2006, och med sin tredje raka seger på banan tangerade han Dan Wheldons rekord med att vinna på samma bana tre år i följd. Sam Hornish Jr. överraskade med en andraplats. Den på ovaler specialiserade Hornish visade att han utvecklat sin allroundförmåga. Mästerskapsledande Franchitti slutade trea, följd av Tony Kanaan, medan tidigare serietrean Wheldon var väldigt långsam jämfört med stallkamraten Dixon, och till slut kom han i mål som sjua.

## Slutresultat
| Plats | Förare            | Team                     | Grid | Kvaltid  |
| ----- | ----------------- | ------------------------ | ---- | -------- |
| 1     | Scott Dixon       | Chip Ganassi Racing      | 2    | 1.29,568 |
| 2     | Sam Hornish Jr.   | Team Penske              | 5    | 1.29,967 |
| 3     | Dario Franchitti  | Andretti Green Racing    | 3    | 1.29,676 |
| 4     | Tony Kanaan       | Andretti Green Racing    | 4    | 1.29,784 |
| 5     | Marco Andretti    | Andretti Green Racing    | 6    | 1.30,137 |
| 6     | Buddy Rice        | Dreyer & Reinbold Racing | 7    | 1.31,073 |
| 7     | Dan Wheldon       | Chip Ganassi Racing      | 10   | 1.31,773 |
| 8     | Kosuke Matsuura   | Panther Racing           | 11   | 1.31,964 |
| 9     | Darren Manning    | A.J. Foyt Enterprises    | 9    | 1.31,754 |
| 10    | Jeff Simmons      | Rahal Letterman Racing   | 12   | 1.32,000 |
| 11    | Danica Patrick    | Andretti Green Racing    | 15   | 1.32,745 |
| 12    | Ed Carpenter      | Vision Racing            | 17   | 1.34,022 |
| 13    | Tomas Scheckter   | Vision Racing            | 13   | 1.32,050 |
| 14    | Scott Sharp       | Rahal Letterman Racing   | 14   | 1.32,140 |
| 15    | A.J. Foyt         | Vision Racing            | 16   | 1.32,952 |
| 16    | Sarah Fisher      | Dreyer & Reinbold Racing | 18   | -        |
| 17    | Vitor Meira       | Panther Racing           | 8    | 1.31,165 |
| 18    | Hélio Castroneves | Team Penske              | 1    | 1.29,191 |